# Chopped and screwed
Il chopped and screwed è un genere musicale sviluppato a Houston, in Texas.
DJ Screw ha iniziato a produrre le prime cassette in tale stile nei primi anni 1990 accreditandosi dei primi esperimenti di tale genere.
Il genere è inoltre stato associato al consumo di marijuana e Purple Drank (mix di sciroppo per tosse contenente codeina e prometazina con bevanda gassata), che ha avuto influenza sullo sviluppo di questo stile definito psichedelico.
Nel 2005, diversi video sono stati pubblicati con remix chopped and screwed in aggiunta alla versione originale.
Oggi il remix è utilizzato da molti rapper del Dirty South (UGK, Chamillionaire, Mike Jones, Paul Wall, T.I., Young Buck, Slim Thug, 8 Ball & MJG), e in Italia da Tony2Milli. Tra i DJ che remixano in Chopped & Screwed ci sono Michael 5000 Watts ed OG Ron C della Swisha House.